# Museo civico archeologico di Villa Mirabello
Il Museo civico archeologico di Villa Mirabello è un museo di Varese, ospitato dal 1949 nell'omonima Villa Mirabello.

## Storia del museo
Nato nel 1871 dall'iniziativa di studiosi e appassionati locali animati dall'intento di raccogliere testimonianze storiche e archeologiche del territorio varesino, il museo venne notevolmente ampliato nel 1924 con la donazione della collezione del marchese Andrea Ponti, finanziatore e promotore di ricerche archeologiche presso l'Isolino Virginia, sito palafitticolo preistorico (oggi tutelato dall'UNESCO) collocato su una piccola isola del lago di Varese di cui egli fu proprietario.
Il materiale conservato presso il Civico museo archeologico, proveniente da scavi sistematici (come l'Isolino Virginia e Bodio Lomnago), da scoperte fortuite (come la Seconda Tomba del Guerriero, portata alla luce presso Sesto Calende durante alcuni lavori edili) e da donazioni private (come quella della prestigiosa collezione del marchese Ponti), si presenta assai variegato e poliedrico. I reperti coprono un arco cronologico estremamente ampio che comprende la Preistoria (particolarmente rappresentati sono il Mesolitico e Neolitico), la Protostoria (età del Bronzo ed età del Ferro), il periodo romano (rappresentato da materiali provenienti prevalentemente da necropoli e sepolture) e l'epoca altomedievale (periodo dei Longobardi).

## Sezione preistorica

### Mesolitico
Fra i reperti più antichi conservati presso Villa Mirabello si riscontrano piccoli strumenti in selce, microliti, datati al Mesolitico e rinvenuti nel corso di varie ispezioni di superficie presso i laghi di Ganna e Torba.
In questa prima sezione del museo viene inoltre esposta una porzione di cranio umano scoperta in una grotta della Valganna, significativa per testimoniare la presenza in questa zona dell'uomo primitivo, nonostante incertezze sulla precisa datazione (certamente il cranio è preistorico).

### Neolitico antico
La ceramica costituisce una delle novità archeologiche più rilevanti dei ritrovamenti risalenti al Neolitico. Il museo espone diversi recipienti del periodo Neolitico antico che presentano forme ed elementi decorativi similari appartenenti ad una tipologia vascolare peculiare, quella del cosiddetto Gruppo Isolino.

### Neolitico medio
Il periodo del Neolitico medio (4500-3900) è particolarmente rappresentato da ceramiche della Cultura dei vasi a bocca quadrata, caratterizzati dal tipico orlo a quattro lati. Uno scodellone a bocca quadrata si rivela interessante perché presenta alcuni "fori di restauro", utili a fissare frammenti di cordame di origine vegetale (ormai perduti) con i quali l'uomo del Neolitico aveva tentato di riparare un oggetto per lui prezioso.

### Neolitico recente

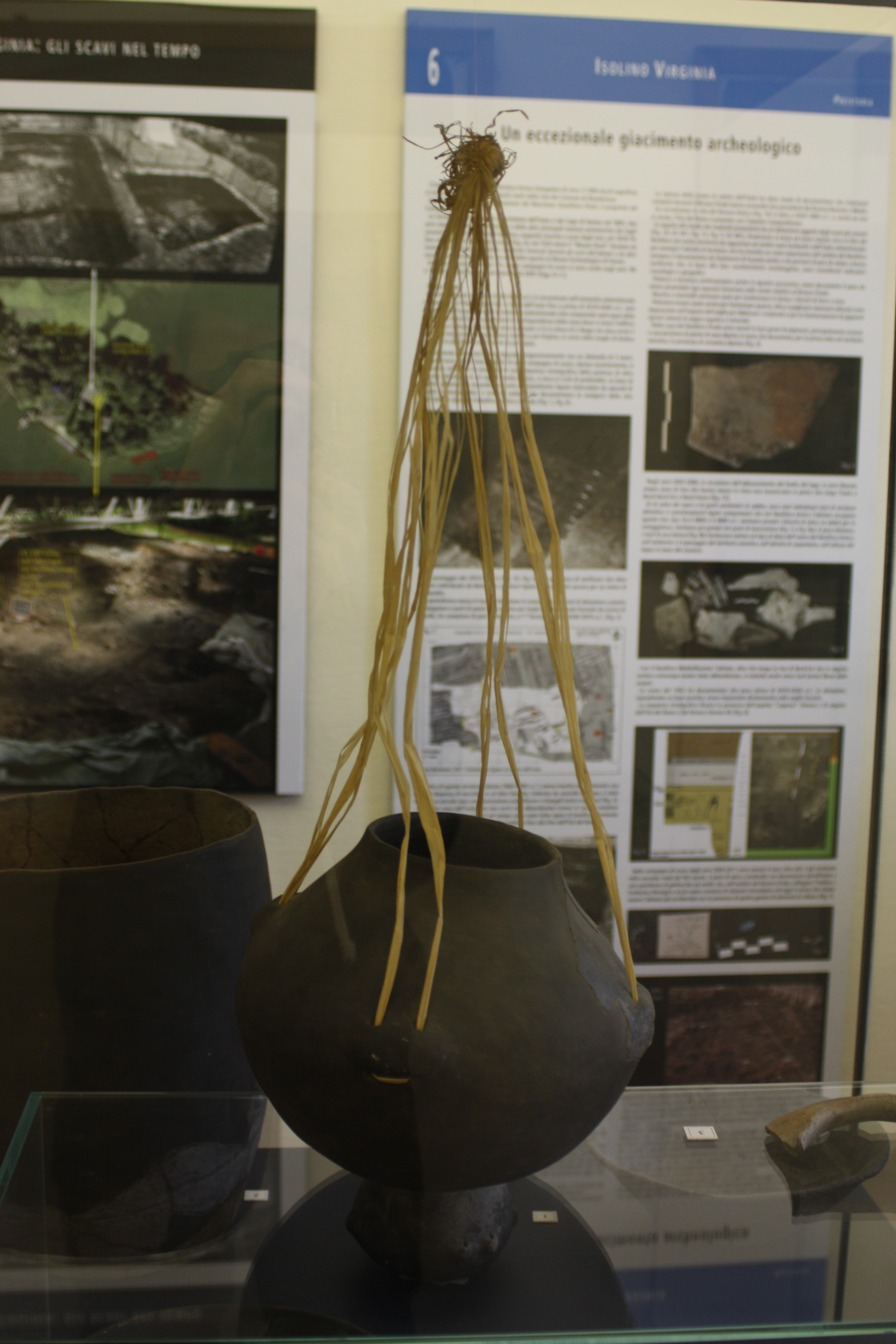
Vaso globulare

Gli scavi effettuati a più riprese presso il sito dell'Isolino Virginia e quelli condotti presso la Lagozza di Besnate (sito palafitticolo scavato sin dagli anni settanta del XIX secolo), hanno riportato alla luce una molteplicità di reperti databili al Neolitico recente, alcuni dei quali si presentano interessanti e curiosi.

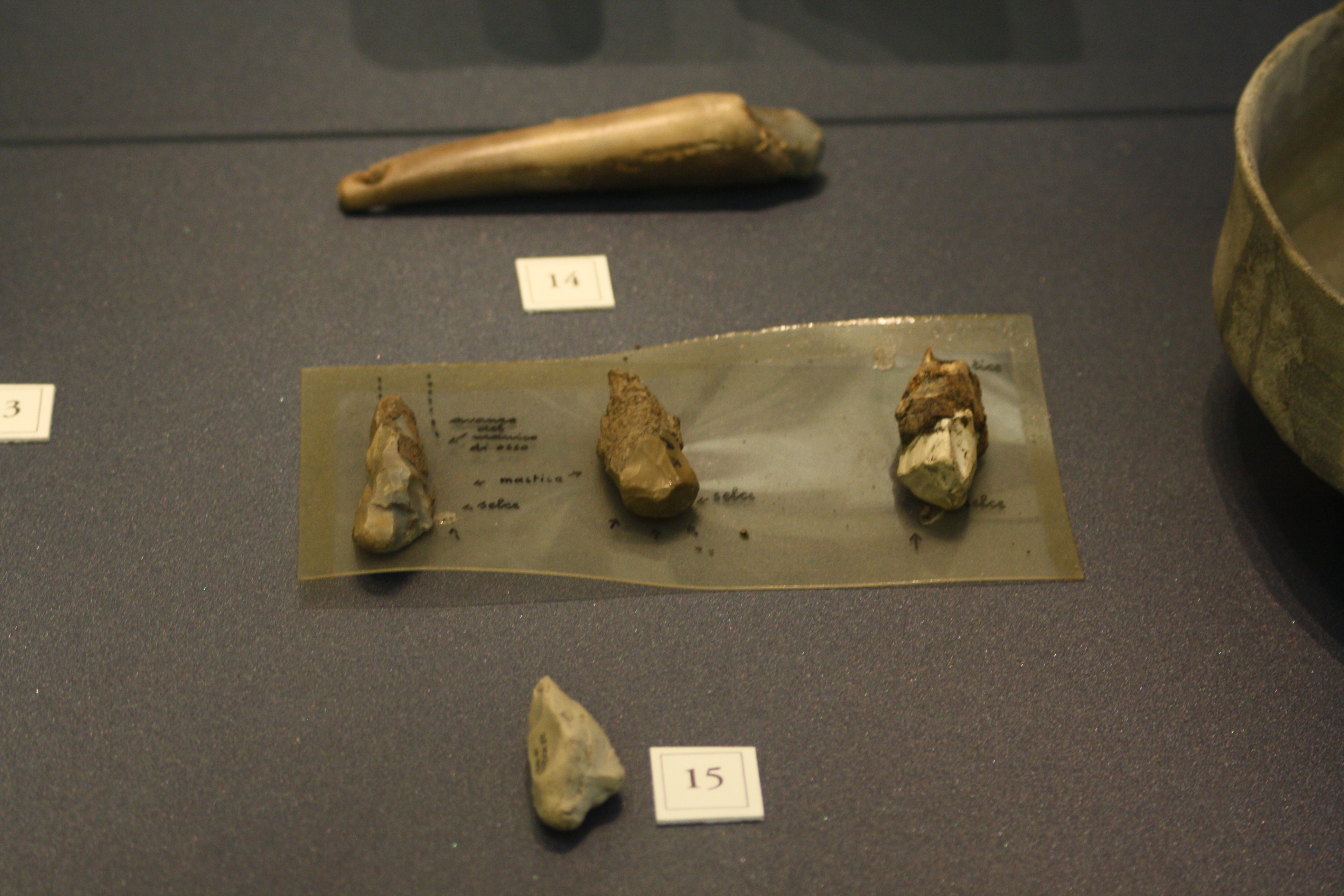
Acciarini neolitici

#### Acciarini neolitici
Gli acciarini conservati al museo di Villa Mirabello sono stati ritrovati a più riprese sull'Isolino Virginia, durante gli scavi ottocenteschi (acciarino eccezionalmente integro), durante quelli degli anni cinquanta del Novecento condotti da Mario Bertolone e in quelli condotti in anni ancora più recenti. Questi reperti sono datati al Neolitico recente, ultimo periodo della Preistoria, intorno al 3900-3400 a.C.
Un reperto eccezionalmente conservatosi in modo completo ci consente di conoscere come fossero costituiti questi "accendini preistorici", utilizzati dagli uomini primitivi per accendere il fuoco (impiegato sia per la cottura della carne che come fonte di calore). Essi erano formati da un elemento in selce, che costituiva la pietra focaia, incastrato in una scanalatura del manico in corno al quale era fissato con mastice.

#### Vaso globoso
Un recipiente in terracotta appartenente all'ordine dei vasi globulari, rinvenuto presso la Lagozza di Besnate, presenta delle bugne forate che consentivano di essere appeso con legacci di fibra vegetale a un supporto sospeso. Per rendere maggiormente evidente la presunta foggia originale e facilitare la ricostruzione della probabile collocazione storica, il reperto è stato sottoposto ad un restauro ricostruttivo, cioè la ricostruzione del vaso attraverso l'incorporazione dei frammenti originali.

## Sezione età dei metalli

### Età del bronzo

#### Le perle delle palafitte
Frammenti vitrei impiegati nella realizzazione di monili, chiamati a nord delle Alpi "Le perle delle palafitte", sono stati rinvenuti presso l'Isolino Virginia e oggi conservati presso il civico museo. Presumibilmente datati al periodo del Bronzo finale, in molti ritrovamenti archeologici (in siti palafitticoli dell'area veneta e raramente in quelli dell'area lombarda) le "perle delle palafitte" risultano spesso associate a ritrovamenti di ambra, tanto da far supporre che fossero un oggetto di scambio con questo tipo di materia prima.

#### Spada di Biandronno

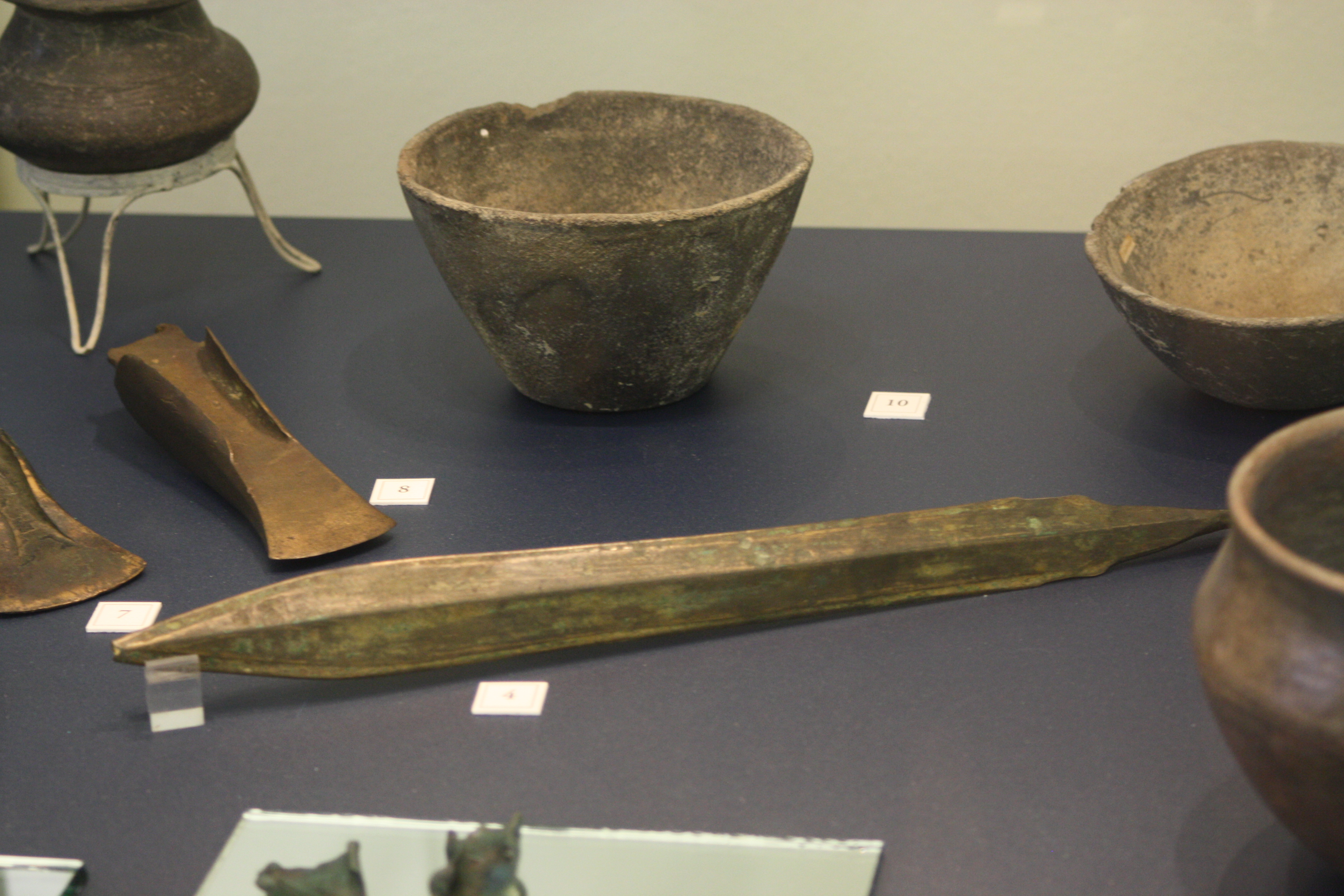
Spada di Biandronno

Questo reperto del museo è stato ritrovato tra la fine del 1800 e l'inizio del 1900 lungo la sponda nord del lago di Biandronno. È stata datata tra il 1700 e il 1000 a.C., risale perciò alla fine dell'età del bronzo. Si presume che la spada, all'epoca oggetto di prestigio, fosse stata lasciata lì di proposito come offerta votiva, in quanto, durante quel periodo, l'uso di deporre oggetti metallici nell'acqua era frequente. Questa usanza (diffusa prevalentemente a nord e a sud delle Alpi), infatti, era di carattere rituale: oggetti preziosi venivano offerti alle divinità per ottenere il loro favore o lasciati accanto al defunto possessore dell'oggetto. Spesso le armi venivano piegate o spezzate per renderle inutilizzabili affinché l'unico proprietario rimanesse il defunto guerriero. Questo tipo di spada, con la lama corta (30 cm circa) e leggermente foliata è detta "tipo Biandronno" ed è diffusa prevalentemente nell'area padana e nella zona alpina.

### Età del ferro

#### Lastrone con incisioni pediformi e coppelle

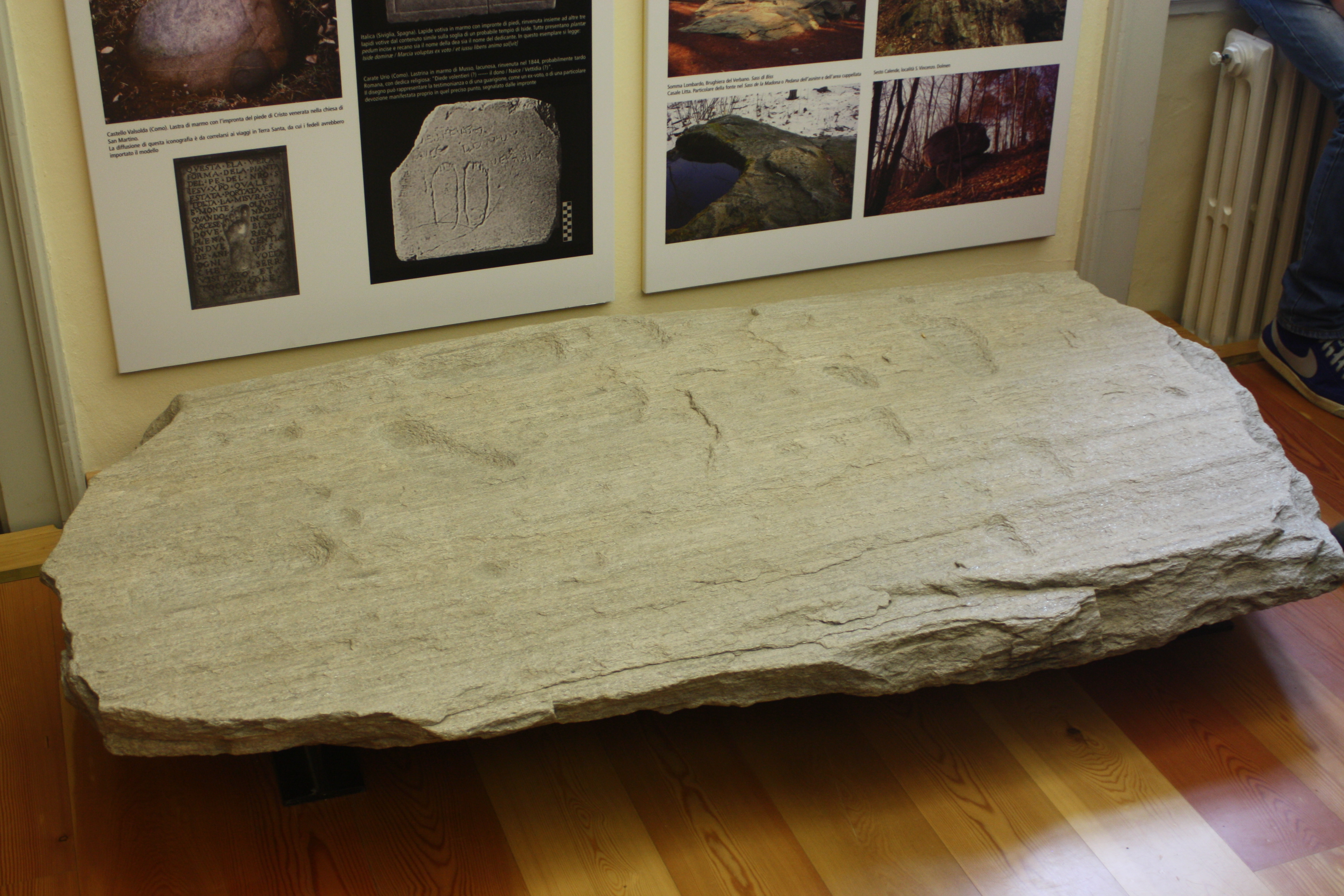
Lastrone con impronte e coppelle

Il lastrone, in origine parte di un masso erratico, venne usato come copertura di una tomba golasecchiana a cassa (la datazione indicativa è al periodo dell'età del ferro), scoperta negli anni trenta del Novecento e contenente ancora qualche residuo di corredo.
Sopra di esso si osservano numerose coppelle miste a impronte di piedi umani di varie dimensioni. Le impronte di piccole dimensioni potrebbero essere collegate ai riti di iniziazione dei fanciulli per il loro passaggio all'età adulta.
Tala pratica di incidere nella pietra orme di piedi con finalità propiziatorie è testimoniata anche in età romana (alla quale risalgono impronte di piedi affiancate alla figura di Iside), e in epoca medievale (l'impronta di piede destro rappresentava il Sacro).
La relativa abbondanza di queste testimonianze sul territorio varesino ha favorito la formazione all'interno della cultura popolare di particolari nomi ed espressioni gergali che offrono spunti interpretativi circa la loro supposta origine miracolosa o mitica.

#### Seconda Tomba del Guerriero
La cosiddetta Seconda Tomba del Guerriero di Sesto Calende è un corredo funebre risalente al VI secolo a.C. e appartenente alla Cultura di Golasecca, una civiltà sviluppatasi durante l'età del ferro nella zona a sud del Lago Maggiore.

## Sezione romana

### Corredo funebre di Mercallo dei Sassi

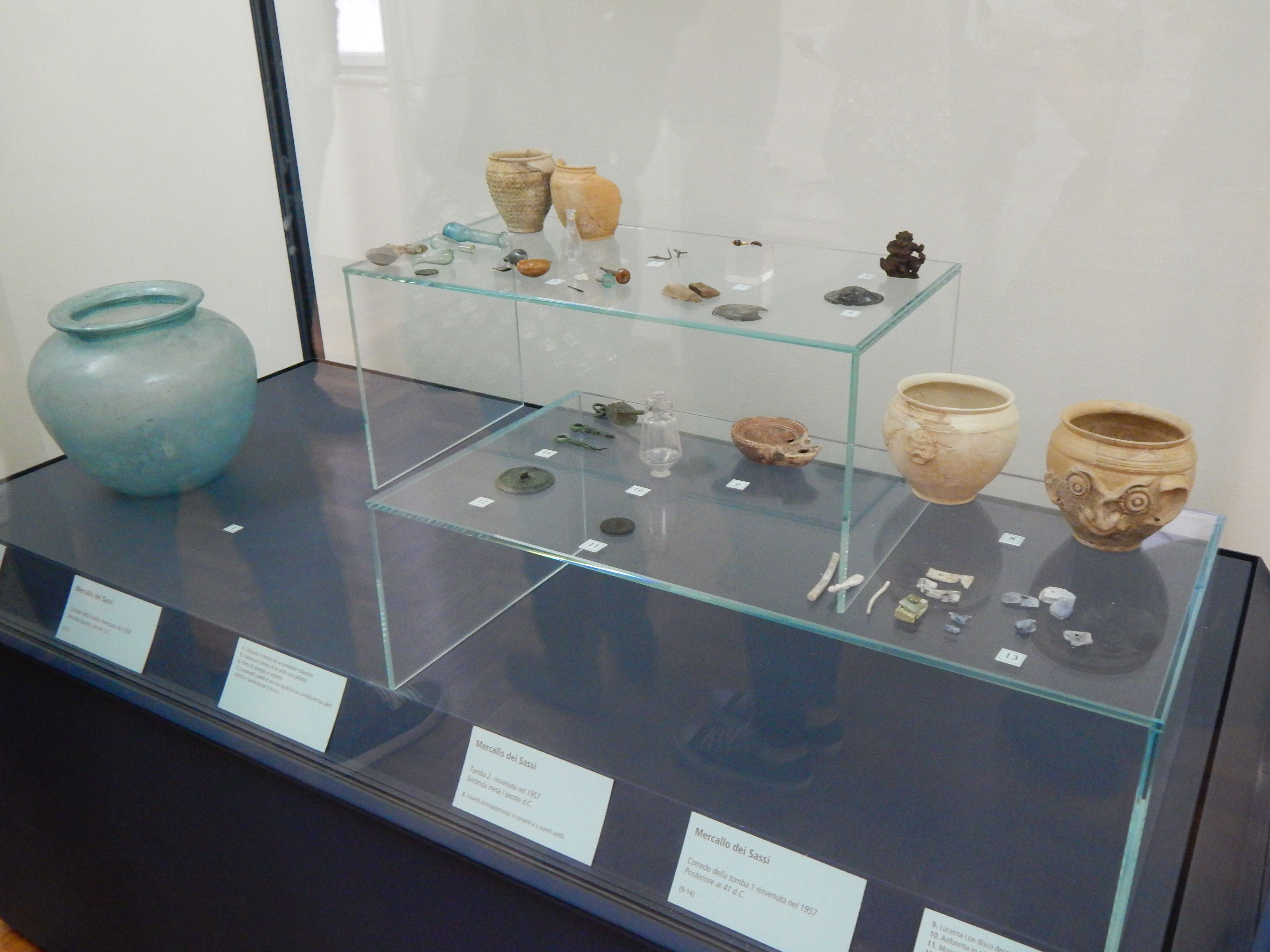
Il corredo funebre

Nel 1959 a Mercallo dei Sassi è stata rinvenuta una tomba che custodiva le ceneri di una bambina di circa 10 o 12 anni, sepolta insieme a un prezioso corredo (della metà del I secolo d.C.), che non è stato rinvenuto completamente. La fanciulla probabilmente apparteneva a una famiglia molto agiata: il padre doveva essere un personaggio influente, in grado di procurare a sua figlia oggetti di grande pregio, realizzati da artigiani abili nel lavorare materiali preziosi. Forse la famiglia abitava in una villa vicino al lago di Comabbio.
Al momento di deporre la bambina nella tomba i genitori hanno voluto circondarla degli oggetti che in vita aveva più amato, alcuni gioielli e i suoi giochi. Nella tomba sono stati trovati una ciotolina in ambra, due anforette, una coppetta in argento, un'ampollina in cristallo di rocca, uno specchietto d'argento e una piccola rocca per filare con due fusi. Gli elementi di serratura fanno pensare che almeno parte degli oggetti di corredo fosse custodita in un cofanetto, mentre alcuni fili d'oro raccolti tra le ceneri ci fanno pensare che la bambina fosse stata sepolta con un abito riccamente ornato.

### Le anfore di Angera
Tra i reperti romani rinvenuti presso Angera, spiccano alcune anfore, che in origine avevano la funzione di contenitori per olio, vino e derrate alimentari. Forse realizzate da un laboratorio nei pressi del Ticino, erano destinate al trasporto su vaso raggio che animava il mondo romano, almeno nella regione cisalpina occidentale o transalpina.

### Coppa Cagnola

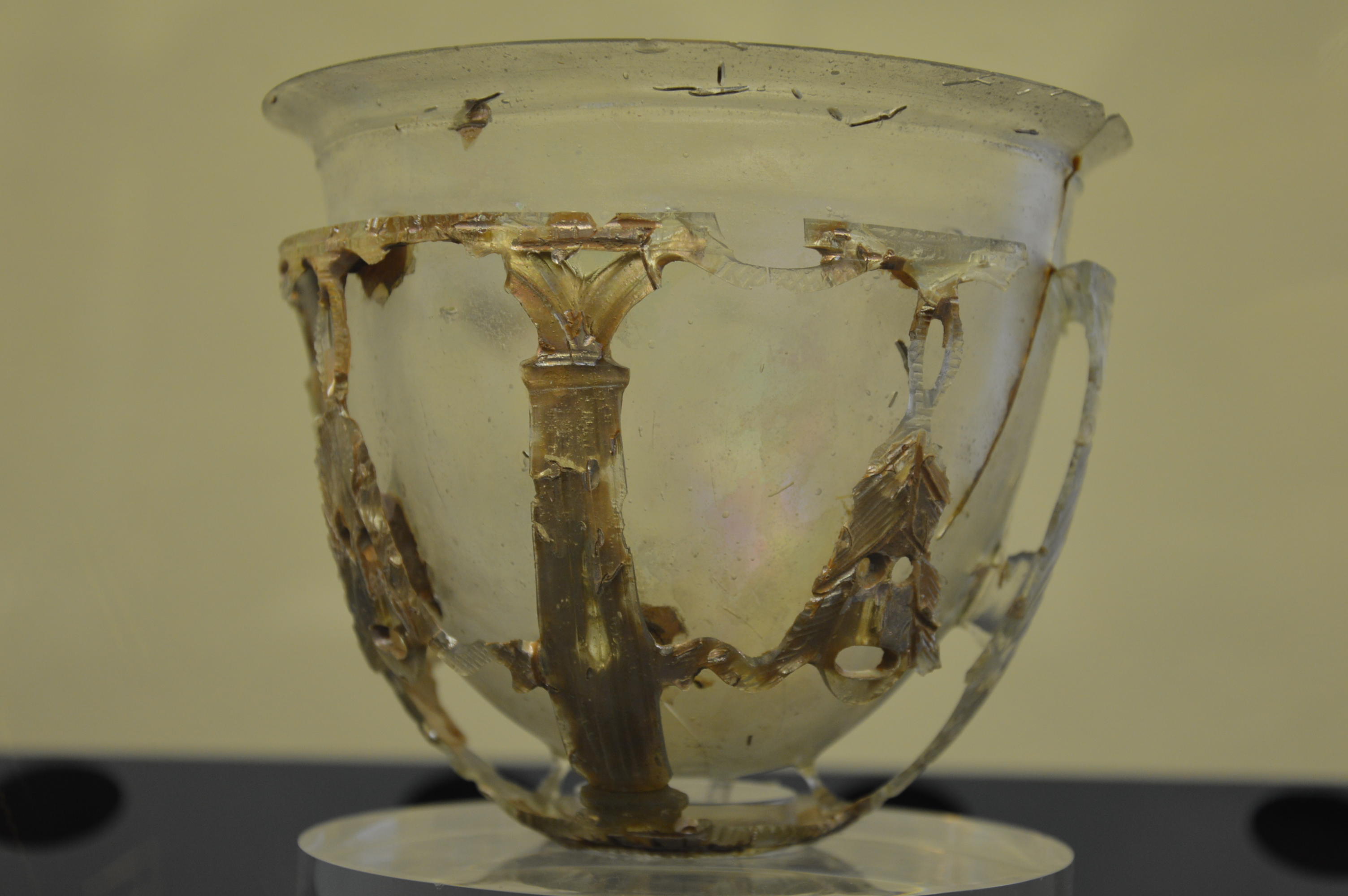
La coppa Cagnola

La coppa Cagnola, donata al Museo Civico di Varese da don Guido Cagnola nel 1947, è un esemplare molto pregevole di vetro incolore semitrasparente, lavorato a giorno in modo da ottenere una decorazione formata da due colonne tortili e due colonne scanalate con capitelli corinzi alternate a maschere tragiche che pendono da un festone. Per quanto riguarda le dimensioni di questa coppa, essa ha un'altezza di 11,5 cm e un diametro all'apice di 13,5 cm. Non è noto il luogo di ritrovamento anche se le ipotesi più probabili riguardano la Sardegna oppure Alessandria.
Il processo di fabbricazione di questi oggetti di lusso, noti come vasa diatreta (diatreton; latino: vas diatretum, al plurale diatreta), prevedeva un difficile lavoro di intaglio e incisione della superficie di una forma grezza. La realizzazione delle coppe a gabbia avviene dapprima soffiando all'interno di uno stampo, una massa vitrea che può essere composta da strati di colore diverso, il che consente di ottenere un oggetto dalle pareti di considerevole spessore. A seguito del raffreddamento, si procede all'intaglio a freddo, operazione che richiede un'elevata capacità tecnica, essendo altissimo il rischio di fratturare l'oggetto. Il risultato finale era quello di ricavare un reticolo o una decorazione più complessa che sembrasse staccata dal vaso al quale era unita solo mediante sottili ponticelli di raccordo. Spesso i vasa diatreta erano utilizzate presso le corti dei nobili come calici durante i banchetti e i convivi.
Accanto agli esemplari con ricca decorazione figurata, gli antichi maestri vetrai hanno prodotto, già a partire dal I secolo d.C., ma soprattutto tra la fine del III e la prima metà del IV secolo d.C., anche un nucleo di coppe con motivo a gabbia, spesso impreziosito da iscrizioni a lettere rilevate con motti augurali.
I vasa diatreta, opere raffinatamente e abilmente lavorate, sono considerate di esclusiva proprietà di personaggi di alto rango probabilmente collegati alla corte imperiale; ciò sarebbe confermato dal loro ritrovamento in alcuni sarcofagi, per l'appunto destinati alle classi nobiliari. Però, secondo un'ipotesi formulata da David Whitehouse, vista la somiglianza con il reperto di "coppa a gabbia" del Corning Museum of Glass, è probabile che la coppa in esame fosse utilizzata come lampada. Infatti, sotto l'orlo della parte superiore è presente una scanalatura che avrebbe potuto alloggiare il supporto di sostenimento per le catenelle che l'avrebbero sorretta.

### Astragalo di Biandronno

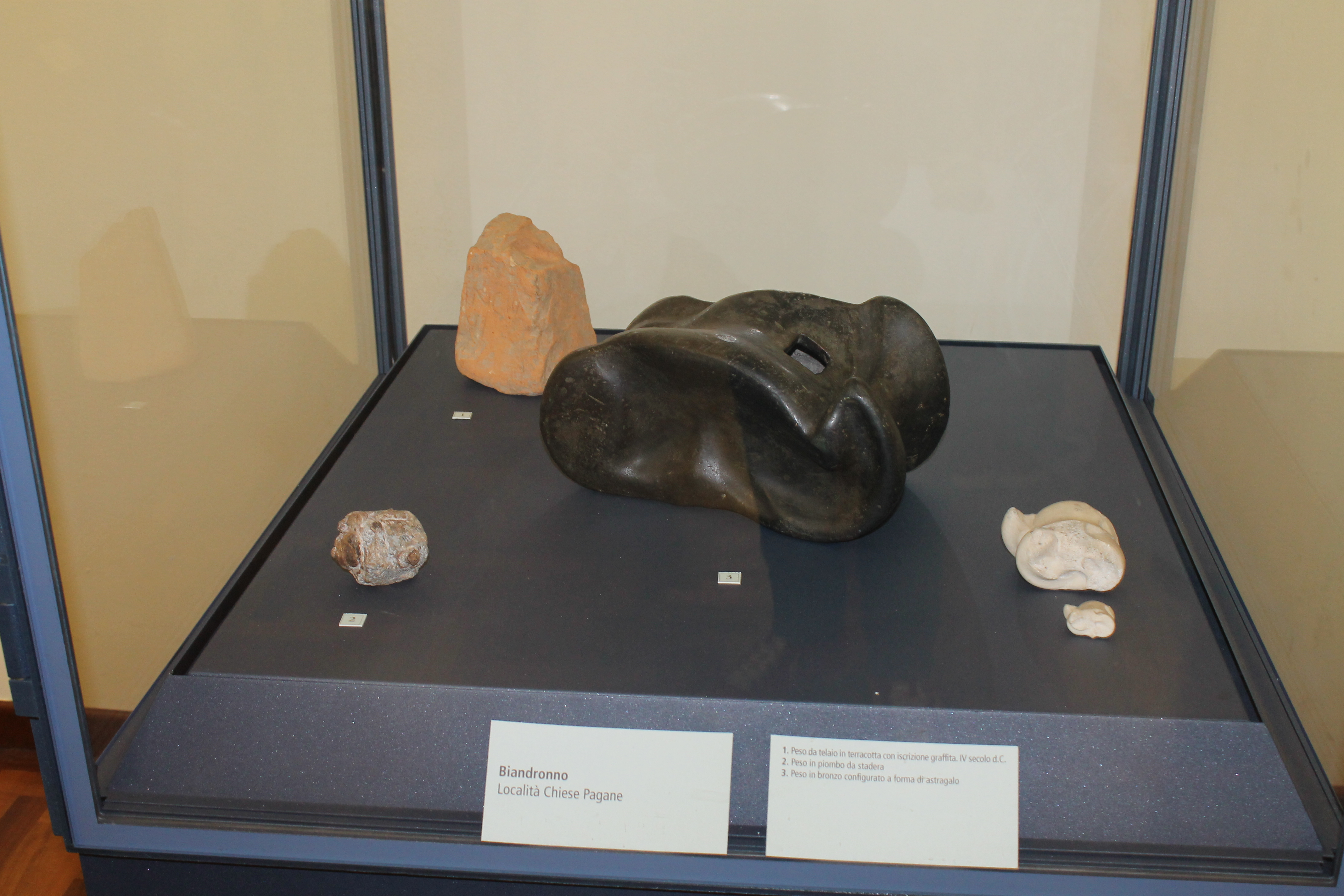
L'astragalo di Biandronno

L'Astragalo di Biandronno è un peso in bronzo, databile intorno al IV secolo, ritrovato nella località conosciuta come "Chiese Pagane" dove è stato inoltre rinvenuto un peso in piombo da stadera. Questi ritrovamenti fanno ipotizzare la presenza di un insediamento in cui erano frequenti scambi commerciali. Il peso riproduce la forma di un astragalo di un animale e presenta un foro rettangolare attraverso cui, facendo colare all'interno del piombo, sarebbero state raggiunte cento libbre romane, come confermerebbe l'incisione "C" sul peso stesso, probabile abbreviazione di "CENTVM". L'astragalo pesa 17,25 kg vuoto ma probabilmente quando veniva riempito di piombo, attraverso l'apertura rettangolare, raggiungeva un peso pari a 32,7 kg. Nell'antichità gli astragali avevano dimensioni più ridotte ed erano utilizzati per il gioco dell'aliossi. Al momento della fabbricazione, l'astragalo veniva controllato attraverso un confronto con un campione conservato in templi o edifici pubblici. Questa procedura era importante per evitare frodi, infatti non mancano documenti dell'epoca dove vengono trattate verifiche di pesi e misure.

### Caldaia in bronzo

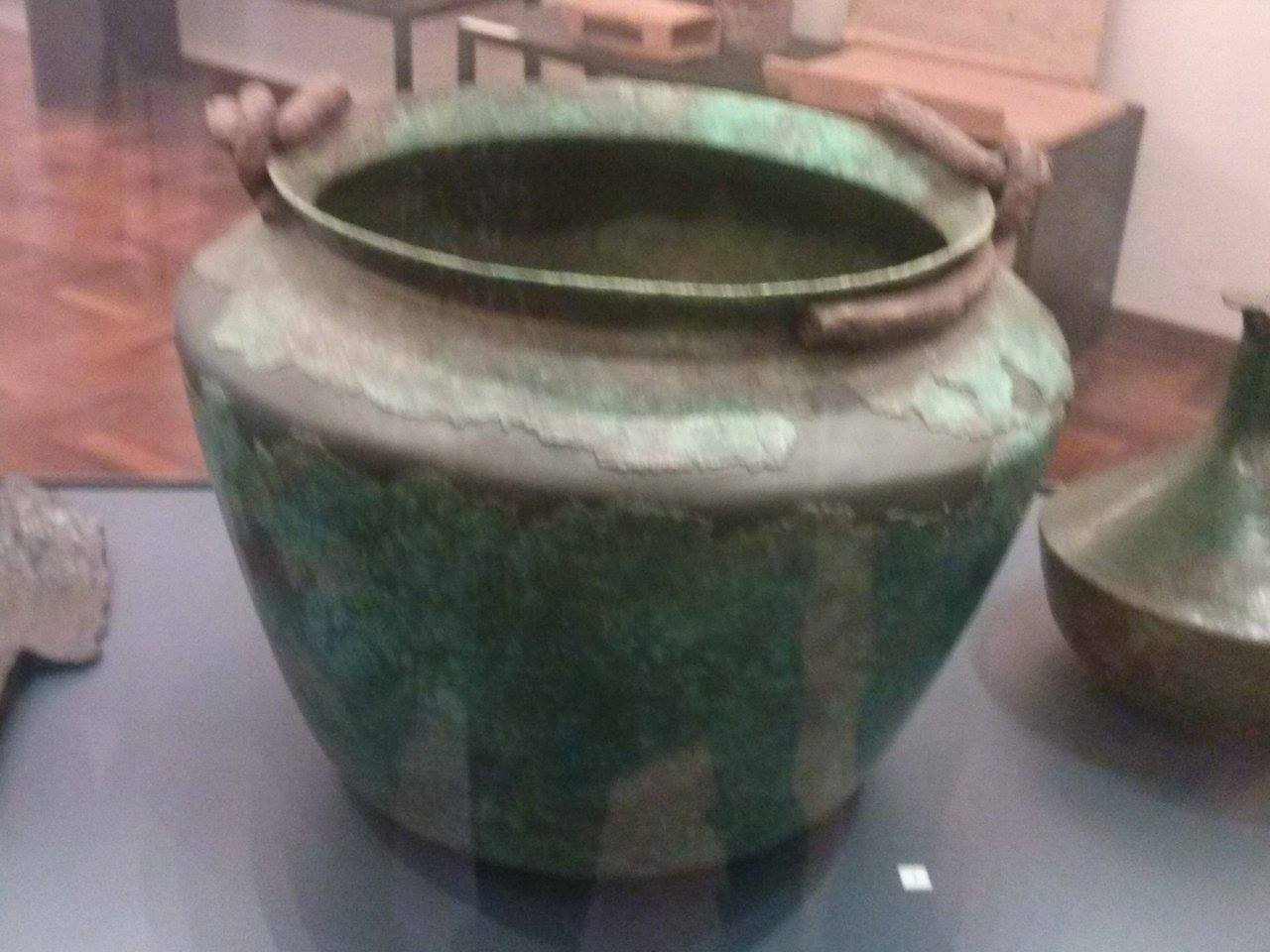
Caldaia di bronzo

La caldaia di bronzo appartiene ad un gruppo di oggetti scoperti nel 1885 a Bogno, presso Besozzo. Il reperto è tuttora esposto al museo Archeologico di Varese. Fu nascosto, probabilmente da un contadino, in un riparo di mattoni insieme ad una brocca anch'essa in bronzo, tre piccole zappe in ferro e più di 20 kg di monete oggi perdute o comunque non più identificabili. Attraverso alcuni segni individuati sulle monete gli archeologi sono riusciti a datare i reperti attorno al 259-260 d.C.
Il ritrovamento delle tre zappe in ferro evidenzia la grande importanza che le popolazioni rurali attribuivano al possesso di strumenti agricoli, soprattutto in un periodo di incertezza dell'Impero romano dovuta alle pressioni degli Alemanni sui confini.
La caldaia, notevole per le sue dimensioni (diametro circa 50 cm; altezza circa 60 cm) era quasi certamente una pentola, che i romani utilizzavano per la cottura dei cibi. Si presume che in origine fosse dotata di un coperchio.
Essa ha il corpo in lamina di bronzo martellata mentre il manico ed il cordone a cui è legato in ferro.
Anche la brocca ha il corpo in lamina di bronzo martellata tuttavia il coperchio e l'ansa sono in bronzo a fusione piena. Queste sono le caratteristiche tipiche dei manufatti prodotti nelle officine del nord Italia nel III secolo d.C. che ebbero una certa fortuna ed una notevole diffusione, tanto che sono stati ritrovati anche nella valle del Reno e del Danubio.

## Lapidario
Il Civico museo archeologico di Villa Mirabello ospita al suo interno un ricco lapidario che raccoglie materiali lapidei eterogenei come lapidi, are, stele, sarcofagi risalenti prevalentemente al periodo romano.

### Le colonne di Angera

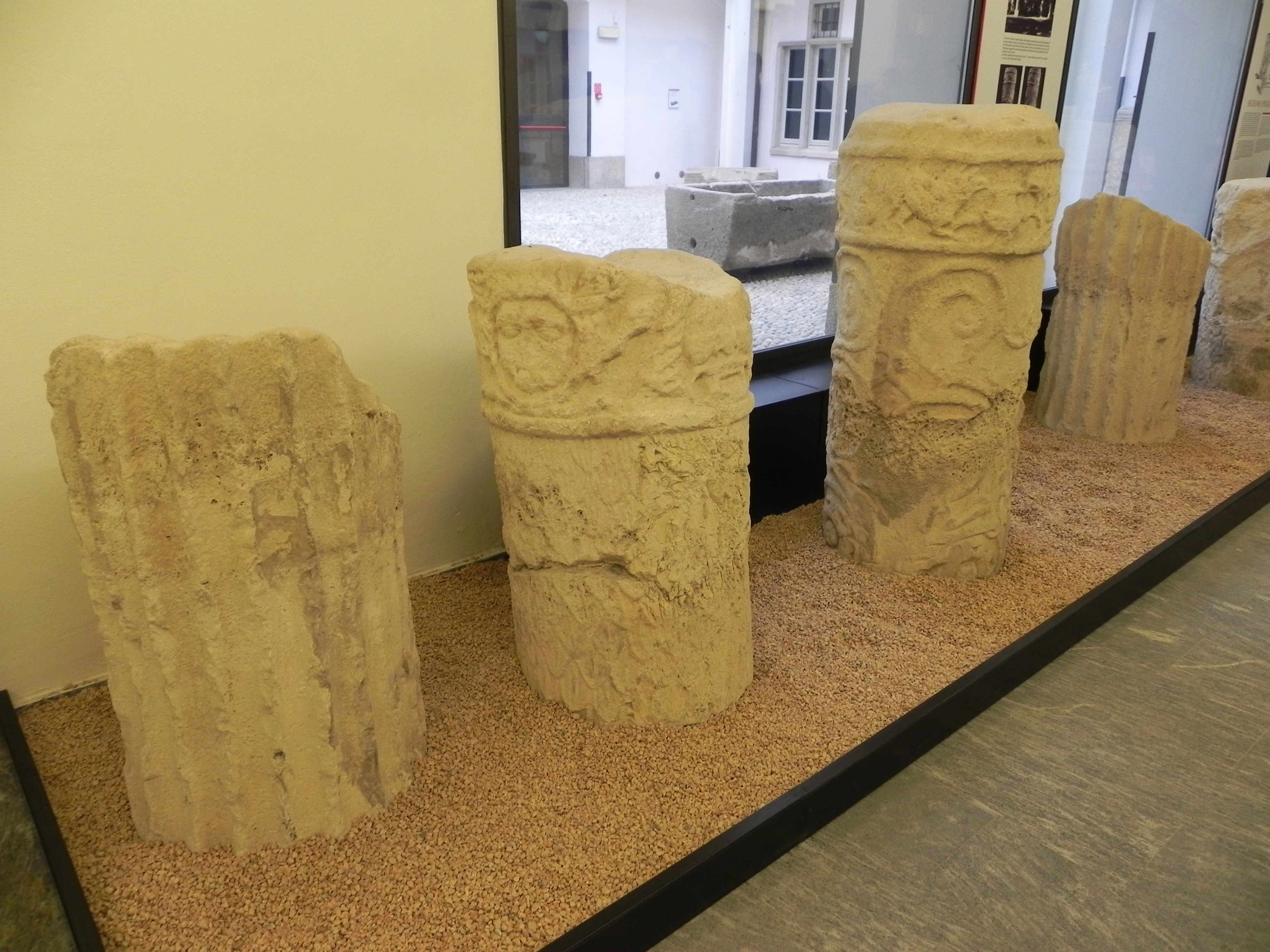
Le colonne di Angera

I rocchi di colonna d'Angera sono uno dei pochi esempi di resti insubri nei pressi di Varese.
Scolpite da artigiani locali sulla base di modelli romani utilizzando però materiale locale (pietra d'Angera), queste colonne erano usate in origine in ambito funerario, e poi reimpiegate in un edificio dell'insediamento romano sorto in loco. Alla fine dell'Ottocento, questi resti fungevano ancora da paracarri nella piazza Parrocchiale di Angera; successivamente, nel 1904, vennero dislocati nel cortile delle scuole; dopo qualche anno, nel 1939, confluirono definitivamente nel Museo Civico di Varese. Fra questi sei rocchi di colonne, quattro presentano motivi che si ripetono identici per ogni coppia di frammenti, mentre due sono completamente scanalati. Gli altri due rocchi decorati con motivi differenti presentano il fusto scolpito con girali d'acanto, viticci e rosette, sormontato da una fascia decorata con coppie di grifi arcaizzanti (grifoni), affrontati a lato di un cratere, mascheroni e teste di Gorgone

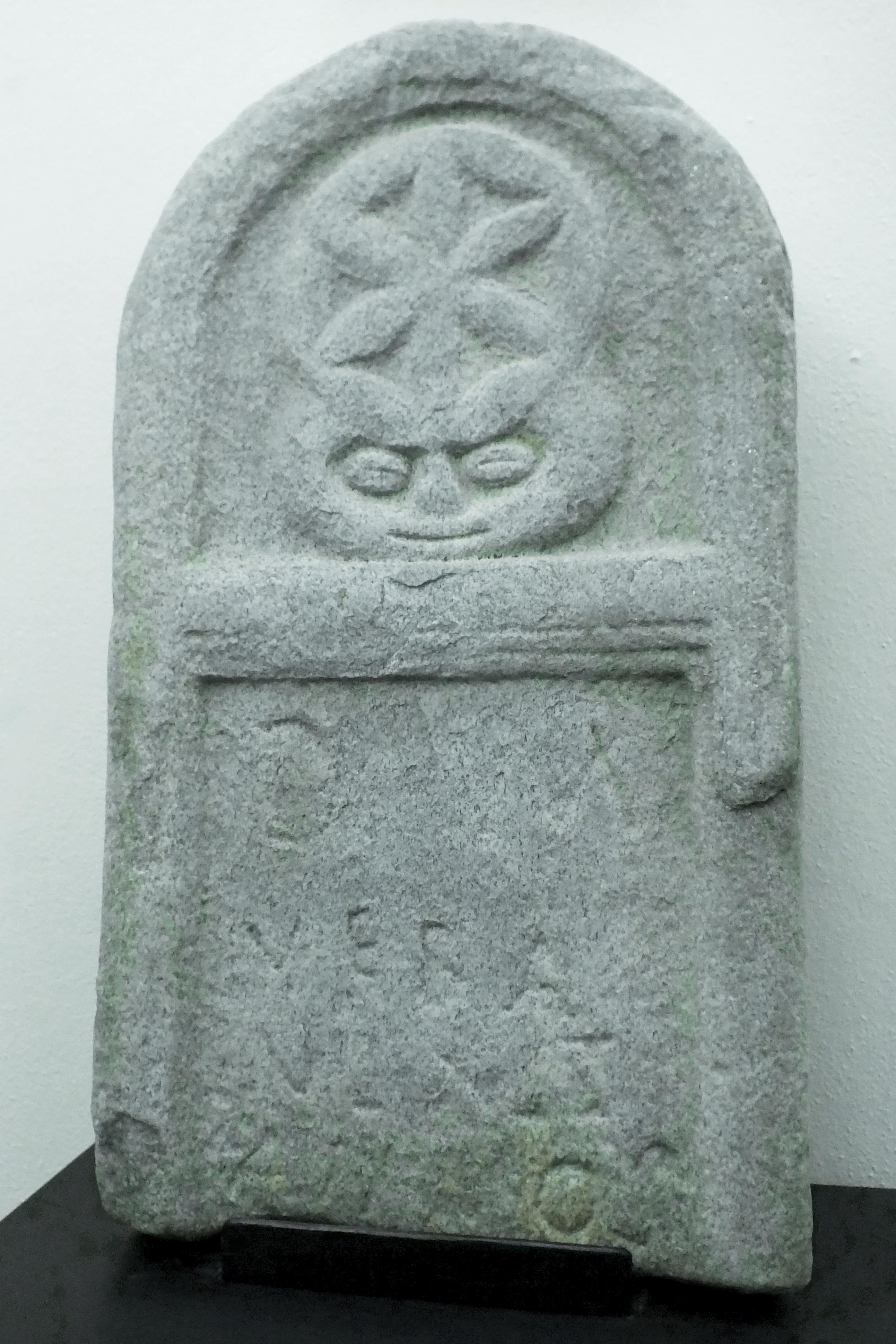
Frammento Lapide di Vera

### Lapide di Vera
Fra le epigrafi e le lapidi di Villa Mirabello, spesso realizzate in pietra calcarea locale, significativa è una lastra posta sulla tomba di Vera.
Rinvenuta a Castelseprio prima del 1876, successivamente trasferita a Gornate Olona nella collezione Parrocchetti ed in seguito donata al Museo Archeologico di Villa Mirabello, essa è impreziosita da una decorazione floreale con sei petali inscritti in un cerchio che sovrasta un volto stilizzato.
Pur presentando una frattura nella parte inferiore che non ci permette di conoscere l'età di morte di questa donna (vissuta presumibilmente tra il II e il III secolo d.C.), la "lapide di Vera" arreca un'iscrizione ancora ben leggibile rivolta agli dei Mani che nella religione romana erano le divinità che presiedevano alla tutela delle anime dei defunti:
"D(is) M(anibus). Vera vixit annos" "Agli dei Mani. Vera ha vissuto anni..."

## Piroga del lago di Monate

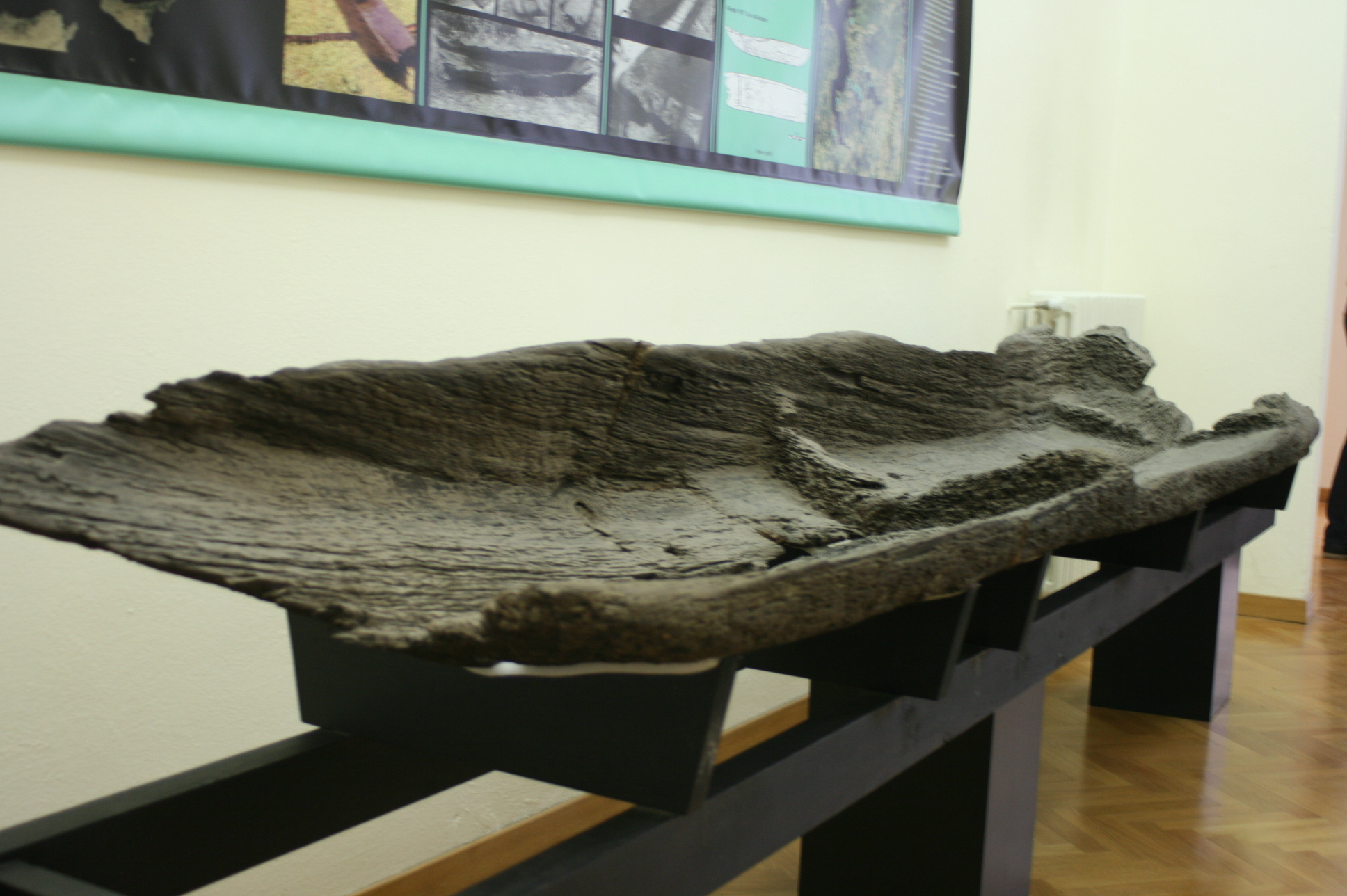
La piroga del lago di Monate

La piroga monossile di Monate è un'imbarcazione lacustre ottenuta con un'antica tecnica di lavorazione: essa è stata, infatti, ricavata dal tronco di un unico albero scavato abilmente da un artigiano che, per regolarsi nella sua attività di intaglio, ha utilizzato alcuni "fori guida", ancora oggi marcatamente riconoscibili.
Recuperata nel lago di Monate nell'agosto del 1971 a circa 10 metri dalla riva e sottoposta ad un trattamento conservativo insolito (ovvero una successione di bagni di zucchero e acetone che rendessero ottimale la tenuta delle cellule
del legno), l'imbarcazione è stata datata con l'analisi del Carbonio-14 (metodo di datazione che fa parte dell'archeometria) al periodo tra il 60-600 d.C., smentendo infondate convinzioni che la ritenevano ancora più antica.
Le caratteristiche costruttive e tecniche della piroga monossile di Monate rivelano un perfetto adattamento al contesto lacustre; un'imbarcazione dalle dimensioni ridotte (poteva trasportare al massimo due persone) era ideale per navigare in acque basse e tranquille, sfruttando la spinta propulsiva di una pertica lungo la riva (tecnica utilizzata ancora per governare le gondole) o di una pagaia più al largo.
A rimarcare il successo di questa tipologia di barca nella zona lacustre prealpina basti ricordare che dal lago di Monate provengono altre tre piroghe, datate nell'arco di tempo fra il II-III e il X-XI secolo d.C., che presentano molte affinità strutturali con quella di villa Mirabello.

## Mummia di Villa Mirabello

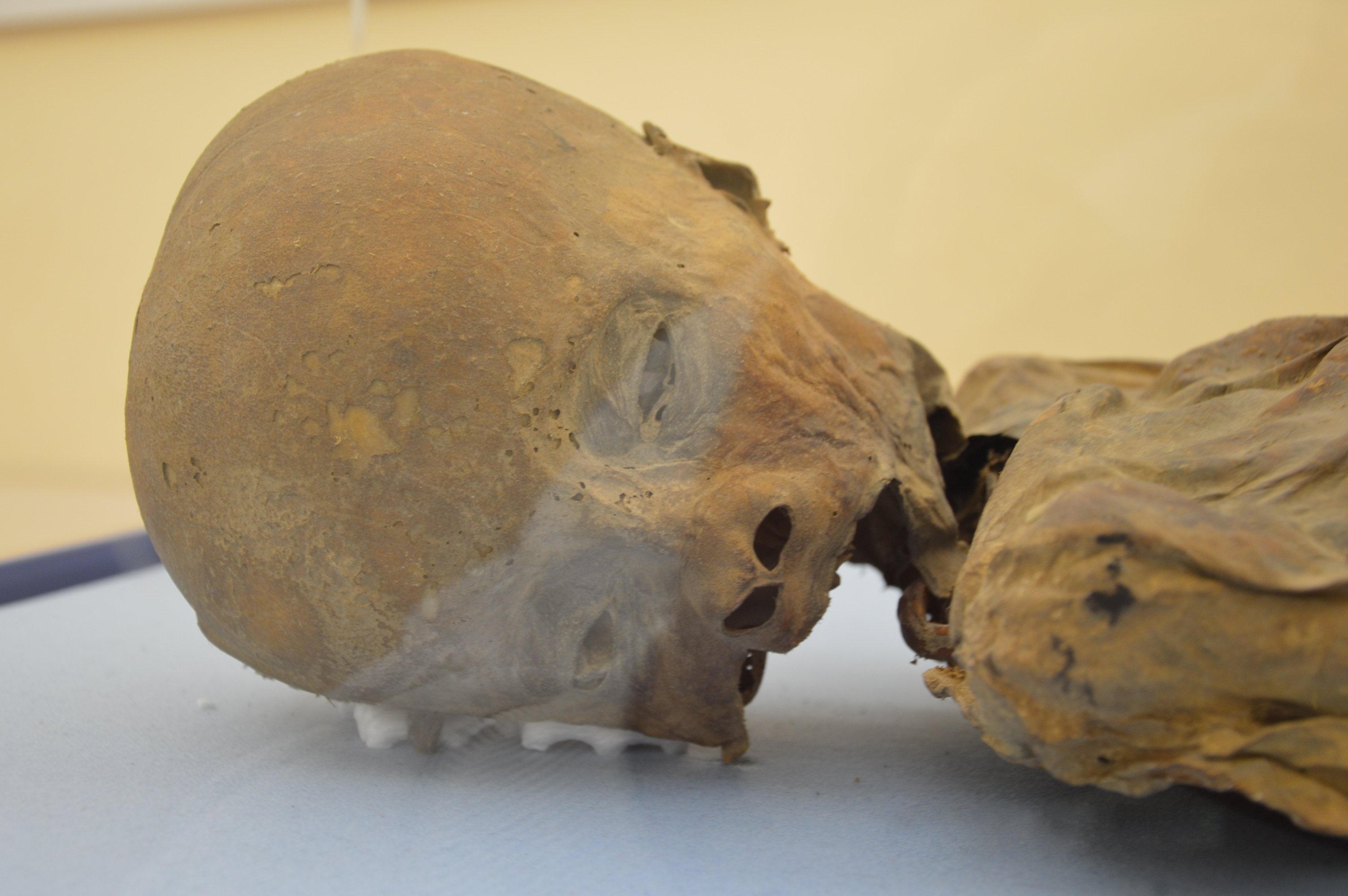
La mummia, particolare della testa

La mummia di Villa Mirabello, denominata così per la sua collocazione attuale, non è stata realizzata artificialmente ma è di tipo naturale.
Esaminata nel 1985 dal prof. Gino Fornaciari, grazie a varie analisi ed operazioni eseguite sul corpo del soggetto si è potuto stabilire che questo reperto risale al 1500-1600 d.C. circa, ma di esso non è noto ne il luogo di provenienza ne le modalità di rinvenimento.
Si tratta del corpo di un bambino di circa 11-12 anni appartenente ad una classe sociale elevata. Ciò si può dedurre dai segni della stampa del vestito che indossava riportati sulla natica sinistra.
Sappiamo che probabilmente morì di polmonite.
Le dita della mano sinistra sono rattrappite probabilmente a causa del fatto che stava stringendo un oggetto, identificato come un probabile crocifisso.
Al fine di ottimizzare la sua conservazione, sono stati inseriti pezzi di polistirolo nel torace.

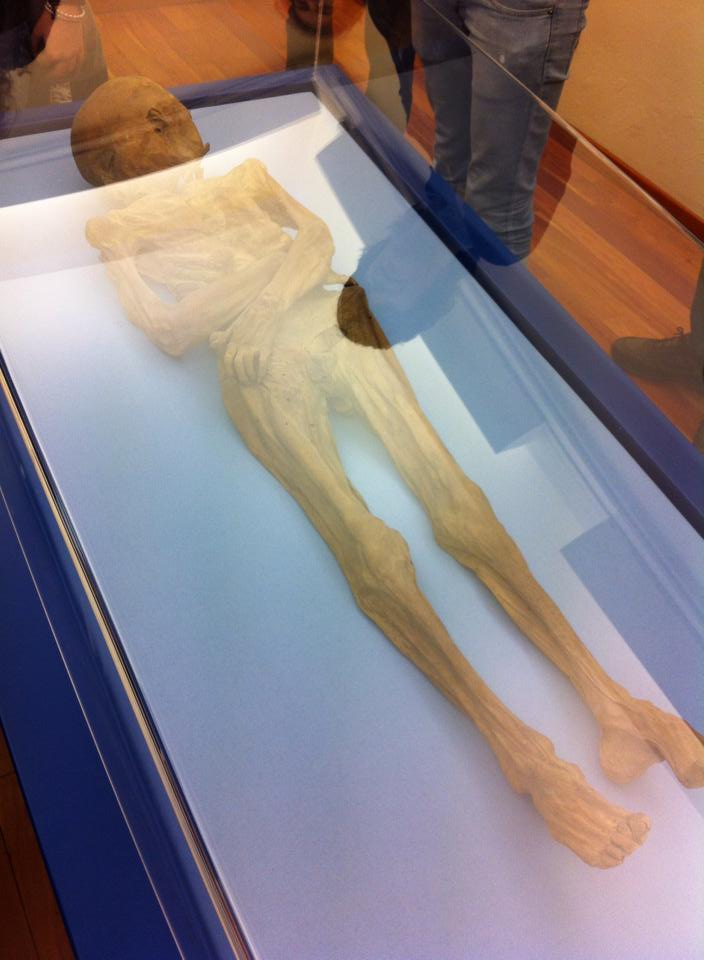
La mummia di Villa Mirabello

### Il corpo della mummia e le circostanze di mummificazione
La mummia viene comunemente detta di Mirabello in quanto, essendo stata donata da un privato, non se ne conosce il luogo di ritrovamento e nemmeno come questo reperto sia stato portato alla luce. Le analisi compiute dal professore Gino Fornaciari, dell'università di Pisa, e dalla sua équipe, hanno confermato che si tratta del cadavere di un bambino dell'età di circa di 11 o 12 anni, che grazie alle analisi al Carbonio-14 è stato datato intorno al 1594 ed il 1646 d.C. L'elemento straordinario che connota questo reperto non è, infatti, la sua antichità, ma il fatto che la mummificazione sia avvenuta in condizioni completamente naturali, come avvenne anche per un'altra mummia conservata nel  Museo egizio di Torino.

### La mummificazione del corpo
Dalle ricerche mediche fatte sulla mummia, come ad esempio esami istologici condotti con microscopi elettronici e ottici, è risultato subito chiaro come essa non sia stata sottoposta a nessun intervento di mummificazione artificiale, dato che al suo interno erano ancora perfettamente conservati gli organi, che venivano solitamente tolti dagli imbalsamatori. Sono state quindi determinate condizioni ambiente che hanno permesso questa conservazione nel tempo.
Dal punto di vista anatomico si sono state ritrovati perfettamente integre le membrane polmonari e cardiache. Anche i polmoni ed il cuore sono tuttora presenti, nonostante siano liofilizzati, ossia con un bassissimo contenuto di acqua. In alcuni punti si possono ancora notare perfettamente i calchi dei capillari, delle vene ed i capelli. Persino la pelle, malgrado sia diventata simile al cuoio a causa dell'essiccamento, è ben visibile.

## Esposizione temporanea

### Vasi greci a figure rosse

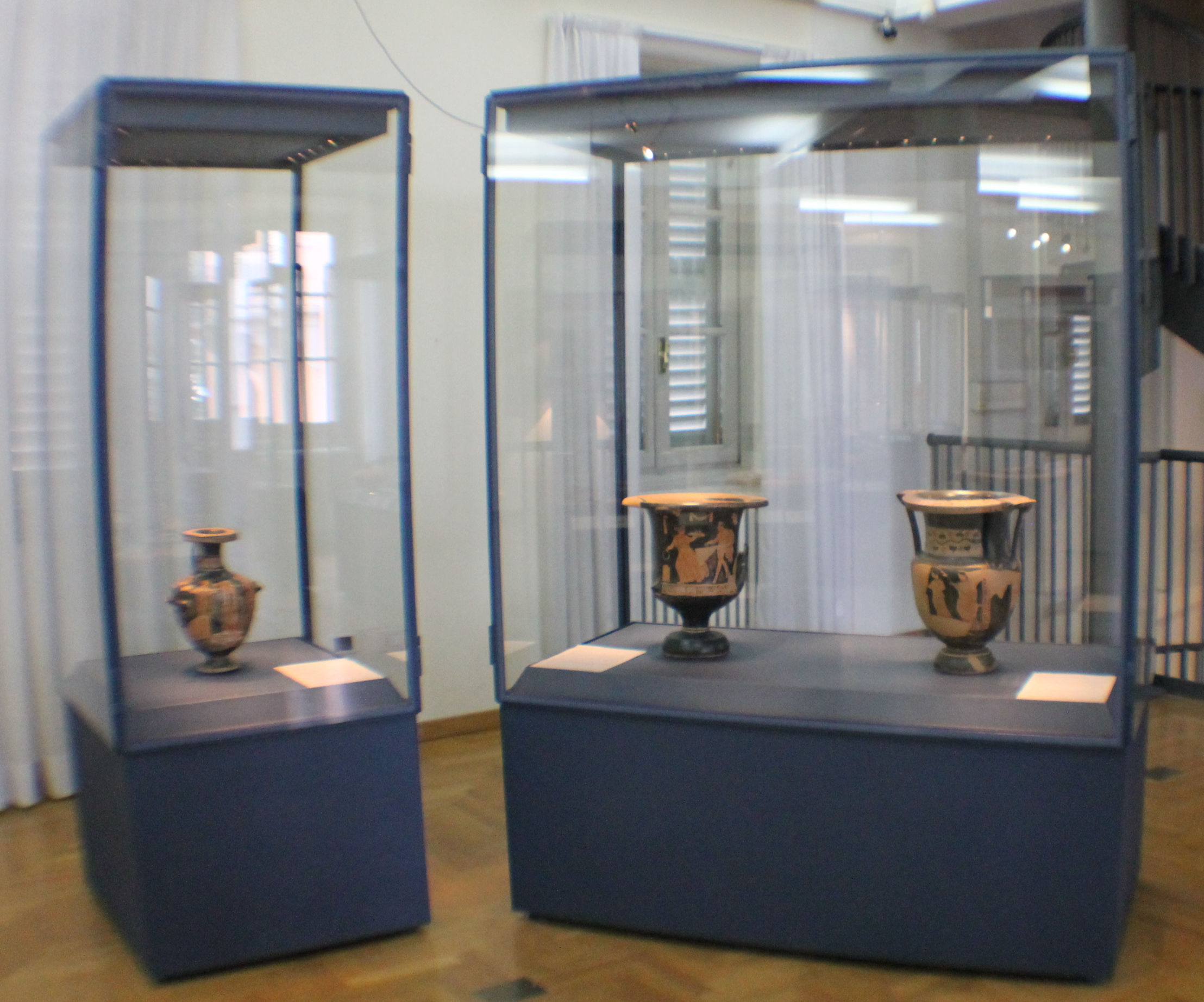
Vasi a figure rosse del museo di Varese

A complemento del canonico itinerario di visita sono attualmente in esposizione presso il Civico museo archeologico di Villa Mirabello alcuni vasi greci a figure rosse di rilevante fattura artistica.
I vasi a figure rosse sono vasi decorati mediante la tecnica a figure rosse, sviluppatasi tra la fine del VI secolo e il IV secolo in Grecia, successiva allo stile delle figure nere del VII secolo. Essa consisteva nel cospargere la superficie del vaso in argilla, di colore rosso, con una vernice nera, senza che le figure precedentemente disegnate venissero coperte. In seguito i decoratori procedevano ad una rifinitura accurata, ottenuta con la pittura dei dettagli mediante un pennello sottile. In questo modo, le figure rosse risaltavano maggiormente delle figure nere dei vasi appartenenti allo stile precedente, offrendo una maggiore idea di profondità e naturalezza.
I vasi bilingue, sviluppatisi durante il periodo intermedio tra lo stile a figure nere e lo stile a figure rosse, sono caratterizzati dalla presenza di entrambe le tecniche di decorazione. Il motivo di questa convivenza tra stili differenti è dovuto alla minore importanza e diffusione dei vasi a figure rosse, alla quale venivano aggiunte scene decorate a figure nere per permettere un più ampio apprezzamento da parte della popolazione.
Il cratere a calice apulo, realizzato con la tecnica a figure rosse e modellato al tornio, risale al 330-340 a.C. ed è stato attribuito al pittore di Dario. Esso raffigura la scena di un sacrificio fumante incorniciata da due rami d'alloro. Il personaggio sacrificante, posto sopra un altare fumante, indossa un himation drappeggiato attorno alla spalla sopra una veste a maniche lunghe e calzari ai piedi. Con la mano sinistra regge un bastone, mentre con la mano destra tiene una patera. Con lui vi è una figura anziana (si suppone sia un pedagogo) nell'atto di pregare. Al centro della scena, una Furia alata regge una spada sguainata. Sul lato opposto è rappresentato un giovane nudo mentre insegue una donna, la quale tiene una ghirlanda nella mano destra e nella mano sinistra una phiale contenente oggetti rotondeggianti (probabilmente frutta o uova).
Il secondo vaso, realizzato anch'esso mediante la tecnica a figure rosse e risalente al 340-320 a.C., si chiama Hydria Apuria. È stato attribuito al Pittori di Dario. Il vaso raffigura nella parte frontale una scena di culto alla stele: a destra è raffigurato un giovane nudo con un mantello avvolto attorno al braccio, appoggiato ad un bastone mentre impugna una catena. Sul lato sinistro è rappresentata una figura femminile, vestita di un chitone senza maniche e con un kekryphalos indossato sulla testa. Nella mano destra tiene una cista rettangolare e nella sinistra un oggetto rotondo. Infine nel retro del vaso una grande palmetta centrale a ventaglio con foglie, dalle quali si sviluppano girali e palmette di minori dimensioni.